# 獵魂2
《獵魂2》是一款製作中止的第一人稱射擊電子遊戲，由人頭工作室開發，貝塞斯達軟件公司負責發行。該作為2006年遊戲《獵魂》的續集。

## 情節
《獵魂2》的故事集中在美國法警Killian Samuels，他於遊戲開始時是在一班航機上，卻突然墜毀在球體上（the Sphere，其墜毀曾在原裝《獵魂》中展示出來）。在與一些外星人的短暫戰鬥結束時，他被打昏至不省人事，之後的情節便跳進了幾年。Samuels在外星世界Exodus中是一名賞金獵人。雖然他知道他的職業，並保留了他的技能，但他對他被綁架以來所發生的事情沒有記憶。他最初相信自己是唯一一個在Exodus上的人類，直到他碰到Domasi "Tommy" Tawodi（原裝《獵魂》的主人公）。Killian恢復他的記憶，同時也繼續他的賞金獵人活動。

在開發期間的《獵魂2》截圖，大約2011年8月，示範了外星開放世界的設定

## 開發
在《獵魂》發行不久後，3D Realms發布續作《獵魂2》的開發已經進行，但人頭工作室並未開始開發工作。直至2009年，3D Realms將《獵魂》的版權轉讓給貝塞斯達軟件的母公司ZeniMax Media。貝塞斯達軟件公司於2011年早期正式發布標題，展示了玩家的主角和遊戲性變化到一個更開放的世界遊戲。人頭工作室在2011年底低調地停止了遊戲的開發，儘管已經進展到接近預覽版本狀態，但卻沒有說明原因。其後，有一些謠言散布《獵魂2》已被取消或更換開發商，包括Arkane工作室接管開發的證據。2014年，貝塞斯達軟件公司的公關行銷副總裁Pete Hines在PAX Australia展覽宣布遊戲製作中止的消息，說明遊戲並沒有達到他們的期望。
後來在2016年，貝塞斯達軟件公司宣布其專利權的重啟版《獵魂》，準備在2017年發售，並由Arkane工作室開發，會採取《獵魂》的概念和主題元素，但報廢了任何以前人頭工作室所做的工作。

## 外部連結
- 官方网站